# Élections législatives ceylanaises de 1947
Les élections législatives ceylanaises de 1947 ont eu lieu au Ceylan britannique, dans l'actuel Sri Lanka, juste avant que le pays gagne son indépendance et devienne un dominion du Commonwealth. Les élections se sont tenues entre le 23 août 1947 et le 20 septembre 1947.

## Contexte
Bien que ces élections ait eu lieu avant que l'indépendance ne soit effectivement accordée, c'était la première élection en vertu de la Constitution de Soulbury. 
La majorité des figures majeures qui avaient lutté pour l'indépendance se sont trouvées dans le United National Party, un parti d'idéologie conservatrice pro-capitalisme, dirigé par Don Stephen Senanayake. L'opposition était représentée par les partis communistes pro-URSS, tels que le Parti trotskyste Lanka Sama Samaja Party et le Parti bolchevique léniniste, le Bolshevik Sama Samaja Party; avec un éventail d'indépendants.

## Système électoral
En 1948, le Dominion de Ceylan est devenu un royaume du Commonwealth, et adopte donc le système de Westminster, avec un parti au pouvoir et un parti de l'opposition. 
La couronne britannique est représentée par le gouverneur général de Ceylan, nommé par le monarque, le roi George VI entre 1948 et 1952, et la reine Élisabeth II depuis 1952.
Les élections législatives donnent 2 pouvoirs au même parti politique gagnant :

- Le pouvoir législatif est tenu par l'assemblée nationale, avec les députés qui sont élus sur des circonscriptions ou sur des listes nationales.

- Le pouvoir exécutif est tenu par le poste du Premier ministre du Sri Lanka, qui est pourvu lors de ces élections : le responsable du parti politique vainqueur devient le premier ministre.
Le poste de Président du Sri Lanka ne sera créé qu'en 1972, lorsque le pays deviendra une république et prendra le nom de Sri Lanka.

## Résultats
Résumé du résultats des élections législatives de 1947
| Parti politique       | Parti politique                                       | Députés présentés     | Votes     | %       | Chaises |
| --------------------- | ----------------------------------------------------- | --------------------- | --------- | ------- | ------- |
|                       | United National Party                                 | 98                    | 751 432   | 39.81%  | 42      |
|                       | Lanka Sama Samaja Party                               | 28                    | 204 020   | 10.81%  | 10      |
|                       | All Ceylon Tamil Congress                             | 9                     | 82 499    | 4.37%   | 7       |
|                       | Ceylon Indian Congress                                | 7                     | 72 230    | 3.83%   | 6       |
|                       | Parti Bolshevik-Leninist / Bolshevik Samasamaja Party | 10                    | 113 193   | 6.00%   | 5       |
|                       | Parti communiste de Ceylan                            | 13                    | 70 331    | 3.73%   | 3       |
|                       | Ceylon Labour Party                                   | 9                     | 38 932    | 2.06%   | 1       |
|                       | United Lanka Congress                                 | 2                     | 3 953     | 0.21%   | 0       |
|                       | Swaraj Party                                          | 3                     | 1 393     | 0.07%   | 0       |
|                       | Independants                                          | 181                   | 549 381   | 29.11%  | 21      |
| Votes valides         | Votes valides                                         | 249                   | 1 887 364 | 100.00% | 95      |
| Électeurs enregistrés | Électeurs enregistrés                                 | Électeurs enregistrés | 3 048 145 |         |         |
| Participation         | Participation                                         | Participation         | 56.10     |         |         |